# Коновніцини

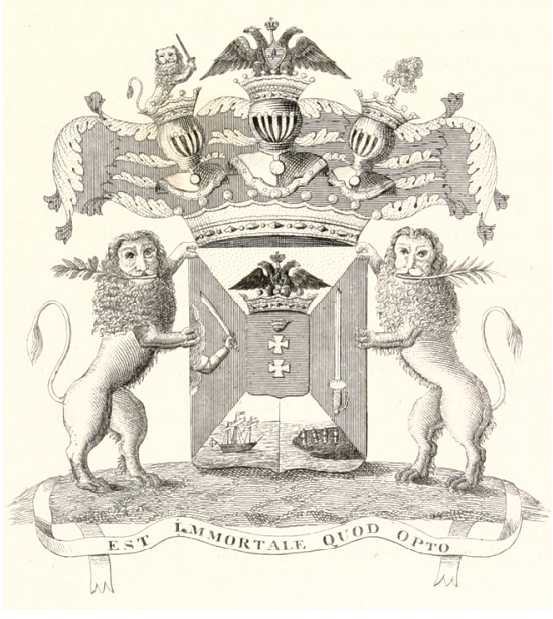
Герб графського роду Коновніциних.

Коновніцини — російський графський і дворянський рід, що походить від боярина Андрія Кобили, родоначальника роду Романових, Шереметєвих, Количевих, Лодигіних, Боборикіних та інших. Нащадок А. І. Кобили в 5-му коліні, Іван Семенович Лодигін, на прізвисько Коновніца, був родоначальником Коновніциних. Нащадки його служили у Новгороді. Іван Михайлович Коновніцин був воєводою в Куконосе у 1656 році. Троє Коновніциних були стольниками Петра I. Петро Петрович Коновніцин був при Катерині II генерал-губернатором архангельським і олонецким. Його син — Коновніцин Петро Петрович (1764—1822) — військовик, державний діяч, герой Вітчизняної війни 1812 року, граф з 1819 року, генерал від інфантерії, військовий міністр, член державної ради. Його син, Петро (1803—1830), декабрист, був розжалуваний у солдати. Рід Коновніциних внесений до V та VI частини родовідної книги Санкт-Петербурзької, Харківської та Вологодської губерній (Загальний гербовник, I, 39 і X, 7).